# 미인 (2000년 영화)
《미인》(美人, La Belle)은 2000년 한국에서 제작된 여균동 감독의 드라마 영화이다. 오지호, 이지현 등이 주연으로 출연하였고 유인택 등이 제작에 참여하였다.

## 출연

### 주연
- 오지호
- 이지현

### 조연
- 조경한
- 조종욱

## 기타 (스태프)
- 프로듀서: 이수남
- 조명: 박종환
- 스틸: 김지양
- 조연출: 송창수
- 연출부: 김흥석
- 연출부: 김도현
- 녹음: 이영길
- 동시녹음: 이영길
- 미술: 김명경
- CG: 장성호
- 분장: 장진
- 분장: 윤선미
- 의상: 김정원
- 보조출연: 예인
- 소품: 김민오
- 안무: 안은미
- 연기지도: 류태호